# Breuil-la-Réorte
Breuil-la-Réorte è un comune francese di 399 abitanti situato nel dipartimento della Charente Marittima nella regione della Nuova Aquitania.

## Società

### Evoluzione demografica
Abitanti censiti